# Bird-Brains
Bird-Brains è il primo album in studio della musicista e cantautrice statunitense Tune-Yards, pubblicato nel 2009.

## Tracce
Testi e musiche di Merrill Garbus.
1. For You – 1:50
2. Sunlight – 3:47
3. Lions – 4:59
4. Hatari – 5:39
5. News – 3:24
6. Jamaican – 3:54
7. Jumping Jack – 3:54
8. Little Tiger – 4:59
9. Safety – 4:37
10. Fiya – 5:28
11. Synonynonym – 3:50